# Embrace the Storm
Embrace the Storm è il primo album in studio del gruppo musicale olandese Stream of Passion, pubblicato il 24 ottobre 2005 dalla Inside Out Music.

## Tracce
1. Spellbound – 3:33
2. Passion – 5:19
3. Deceiver – 5:08
4. I'll Keep on Dreaming – 3:44
5. Haunted – 4:30
6. Wherever You Are – 5:07
7. Open Your Eyes – 5:13
8. Embrace the Storm – 4:11
9. Breathing Again – 3:37
10. Out in the Real World – 4:31
11. Nostalgia – 3:07
12. Calliopeia – 5:38

## Formazione
- Marcela Bovio – voce, violino
- Arjen Lucassen – chitarra ritmica e solista, cori
- Lori Linstruth – chitarra ritmica e solista
- Johan van Stratum – basso
- Alejandro Millán – tastiera, pianoforte, cori
- Davy Mickers – batteria